# Lepidosaphes
Genre
Synonymes
- Paralepidosaphes Borchsenius, 1962[1]

Lepidosaphes est un genre d'insectes hémiptères de la super-famille des cochenilles.

## Systématique
Le genre Lepidosaphes a été créé en 1868 par l'entomologiste américain Henry Shimer (d) (1828-1895).

## Liste d'espèces
Selon BioLib (17 septembre 2021) :
- Lepidosaphes araucariae Beardsley, 1965
- Lepidosaphes beckii (Newmann, 1869) - Cochenille virgule des citrus
- Lepidosaphes cassiniae (Green, 1905)
- Lepidosaphes casuarinae (Maskell, 1893)
- Lepidosaphes chitonosa (Froggatt, 1914)
- Lepidosaphes conchiformis (Gmelin, 1789)
- Lepidosaphes contorta Laing, 1929
- Lepidosaphes cortrioides (Froggatt, 1914)
- Lepidosaphes crassa (Froggatt, 1914)
- Lepidosaphes crataegicola Savescu, 1985
- Lepidosaphes defecta (Maskell, 1897)
- Lepidosaphes destefanii Leonardi, 1907
- Lepidosaphes eucalypti (Froggatt, 1914)
- Lepidosaphes flava (Signoret, 1870)
- Lepidosaphes gloverii (Packard, 1869)
- Lepidosaphes granati Koronéos, 1934
- Lepidosaphes grisea (Maskell, 1890)
- Lepidosaphes hartii Laing, 1929
- Lepidosaphes hilli Laing, 1929
- Lepidosaphes juniperi Lindinger, 1912
- Lepidosaphes laterochitinosa Green, 1925
- Lepidosaphes laterochitonosa Green, 1925
- Lepidosaphes lobulatus (Froggatt, 1914)
- Lepidosaphes macadamiae Williams, 1973
- Lepidosaphes macella Williams, 1973
- Lepidosaphes machili (Maskell, 1898)
- Lepidosaphes malicola Borchsenius, 1947
- Lepidosaphes melaleucae (Maskell, 1896)
- Lepidosaphes mulgae (Froggatt, 1914)
- Lepidosaphes multipora (Leonardi, 1903)
- Lepidosaphes newsteadi (Šulc, 1895)
- Lepidosaphes noxia McKenzie, 1946
- Lepidosaphes pallens (Maskell, 1890)
- Lepidosaphes pallida (Green, 1896)
- Lepidosaphes pandani Laing, 1929
- Lepidosaphes pini (Maskell, 1897)
- Lepidosaphes pinnaeformis (Bouché, 1851)
- Lepidosaphes pistaciae Archangelskaya, 1930
- Lepidosaphes serrifrons (Leonardi, 1898)
- Lepidosaphes subnivea Laing, 1929
- Lepidosaphes subspiculifera (Froggatt, 1914)
- Lepidosaphes tokionis (Kuwana, 1902)
- Lepidosaphes ulmi (Linnaeus, 1758) - Cochenille virgule du pommier